# Ушаков Євген Сергійович
Євге́н Сергі́йович Ушако́в (нар. 7 листопада 1989, Одеса) — український футболіст, півзахисник.

## Біографія
Вихованець СДЮШОР «Чорноморець» міста Одеса, перший тренер — Голіков В. О.
Почав професіональну кар'єру в дублюючому складі «Чорноморця» в сезоні-2004/05. У сезоні-2007/08 перебрався в дубль луганської «Зорі», де провів 5 матчів. У 2009 році Ушаков перейшов у ФК «Харків», у складі якого записав в актив 4 матчі у Прем'єр-лізі України, 9 матчів і 9 голів за дубль, 6 матчів у Першій лізі й 1 матч у Кубку країни.
У сезоні-2011/12 гравець перебрався в «Буковину» (Чернівці), яка виступала в Першій лізі.
У 2013—2014 роках був гравцем «Славутича» (Черкаси).
У березні 2015 року став гравцем «Буковини», де грав під 78 номером.
Улітку 2015 року підписав контракт із «Миколаєвом», який виступав в Першій лізі України. 7 грудня 2015 року стало відомо, що Ушаков уже покинув клуб.
На початку серпня 2016 року став гравцем одеської «Жемчужини», але вже у грудні того ж року залишив команду.

## Статистика виступів

### Професіональна ліга
| Сезон     | Команда             | Турнір    | Матчі | Голи |
| --------- | ------------------- | --------- | ----- | ---- |
| 2004–2005 | Чорноморець (Одеса) | дубль     | 7     | 0    |
| 2005–2006 | Чорноморець (Одеса) | дубль     | 5     | 0    |
| 2007–2008 | Зоря (Луганськ)     | дубль     | 5     | 0    |
| 2008–2009 | ФК «Харків»         | чемпіонат | 4     | 0    |
| 2008–2009 | ФК «Харків»         | дубль     | 9     | 3    |
| 2009–2010 | ФК «Харків»         | чемпіонат | 6     | 0    |
| 2009–2010 | ФК «Харків»         | кубок     | 1     | 0    |
| 2011–2012 | Буковина (Чернівці) | чемпіонат | 20    | 1    |
| 2011–2012 | Буковина (Чернівці) | кубок     | 2     | 0    |
| 2012–2013 | Буковина (Чернівці) | чемпіонат | 13    | 1    |
| 2012–2013 | Буковина (Чернівці) | кубок     | 1     | 0    |
| 2012–2013 | Славутич (Черкаси)  | чемпіонат | 10    | 3    |
| 2013–2014 | Славутич (Черкаси)  | чемпіонат | 26    | 4    |
| 2013–2014 | Славутич (Черкаси)  | кубок     | 2     | 1    |

## Досягнення
- Півфіналіст Кубка України 2013—2014
- У прем'єр-лізі України зіграв 4 матчі